# 조진태
조진태(趙鎭泰, 1853년 음력 6월 6일 ~ 1933년 양력 12월 17일)는 동양척식주식회사와 조선식산은행 설립위원을 지낸 금융인, 기업인이다. 백완혁, 조병택과 함께 구한말, 일제강점기 경제계의 3대 거상이었다.

## 생애
1853년 경기도 양주에서 출생하였다.
1875년 무과에 급제하여 무관으로 근무했다. 1895년 퇴직한 뒤 전직 관리라는 경력과 대한제국 황실과의 친분을 이용하여 주식회사군부피복회사를 창설하며 경제계에서 활동하기 시작했다. 이는 같은 무관 출신의 성공한 실업인인 백완혁의 이력과 유사하다. 특히 조진태는 친일 세도가인 조중응의 오른팔 격으로 불리는 인물이었고, 이후 일제의 조선 경제계 재편과 장악에 앞장섰다.
1900년부터 12년간 대한천일은행의 주주, 사무원과 감사, 이사를 맡았고, 1905년 발기인 겸 회장으로 경성상업회의소를 창설했다. 1906년 한성농공은행 설립위원, 1908년 한성은행 감사가 되었고, 동양척식주식회사 설립위원과 감사를 지냈다.
1909년 이토 히로부미가 안중근에게 살해되었을 때는 경성상업회의소 대표 자격으로 장례식에 참가했다. 1912년 메이지 천황이 사망했을 때는 유길준, 백완혁과 함께 경성부 조문 대표 자격으로 일본을 방문했고, 상장(喪章)을 만들어 무료 배포하기도 했다.
한일 병합 조약 체결 후에도 계속 실업계의 거물로 불렸고, 1916년 대정실업친목회에 발기인으로 참여하는 등 친일 단체에서의 사회단체 활동도 활발했다. 1918년 조선식산은행 설립위원과 상담역을 맡았으며, 1921년에는 조선총독부 소속 산업조사위원회 위원이 되었다. 두 기관 모두 식민지 경제 체제의 확립과 조선총독부의 경제 정책 시행에서 중요한 역할을 한 기관이었다. 이러한 공을 인정받아 일본 정부로부터 한국병합기념장, 훈6등, 훈5등 서보장, 훈4등 서보장 등 훈포상을 여러 차례 받았다. 1927년에는 조선총독부 중추원의 참의로 임명되기도 했다.
1920년 조선일보사 초대 사장, 1924년 동민회 상담역, 1926년 조선철도주식회사 이사, 1927년 조선물산주식회사 대주주, 1929년 조선박람회 평의원과 조선저축은행 발기인, 영흥탄광 대주주 등으로 말년까지 활발히 활동하다가 1933년 사망했다. 사망 직후인 1935년에 총독부가 편찬한 《조선공로자명감》에는 조선인 공로자 353명 중 한 명으로 수록되어 있다.

## 사후
2002년 발표된 친일파 708인 명단, 2008년 민족문제연구소가 친일인명사전에 수록하기 위해 정리한 친일인명사전 수록예정자 명단에 선정되었으며 2006년 친일반민족행위진상규명위원회가 발표한 친일반민족행위 106인 명단에도 포함되었다. 친일반민족행위자재산조사위원회는 그가 소유했던 경기도 파주시 소재 토지 20필지 70,000m2에 대해 국가 귀속 결정을 내렸다.

## 같이 보기
- 조선총독부 중추원
- 동양척식주식회사
- 조선식산은행
- 대정실업친목회

## 참고 자료
- 친일반민족행위진상규명위원회 (2006년 12월). 〈조진태〉 (PDF). 《2006년도 조사보고서 II - 친일반민족행위결정이유서》. 서울. 604~621쪽쪽. 발간등록번호 11-1560010-0000002-10. [깨진 링크(과거 내용 찾기)]